# Konståret 1854

## Händelser
- Göteborgs konstförening bildades.
- Saint Martins School of Art grundades i London.

## Priser
- Prix de Rome, skulptur: Jean-Baptiste Carpeaux – Hector et son fils Astyanax.

## Verk

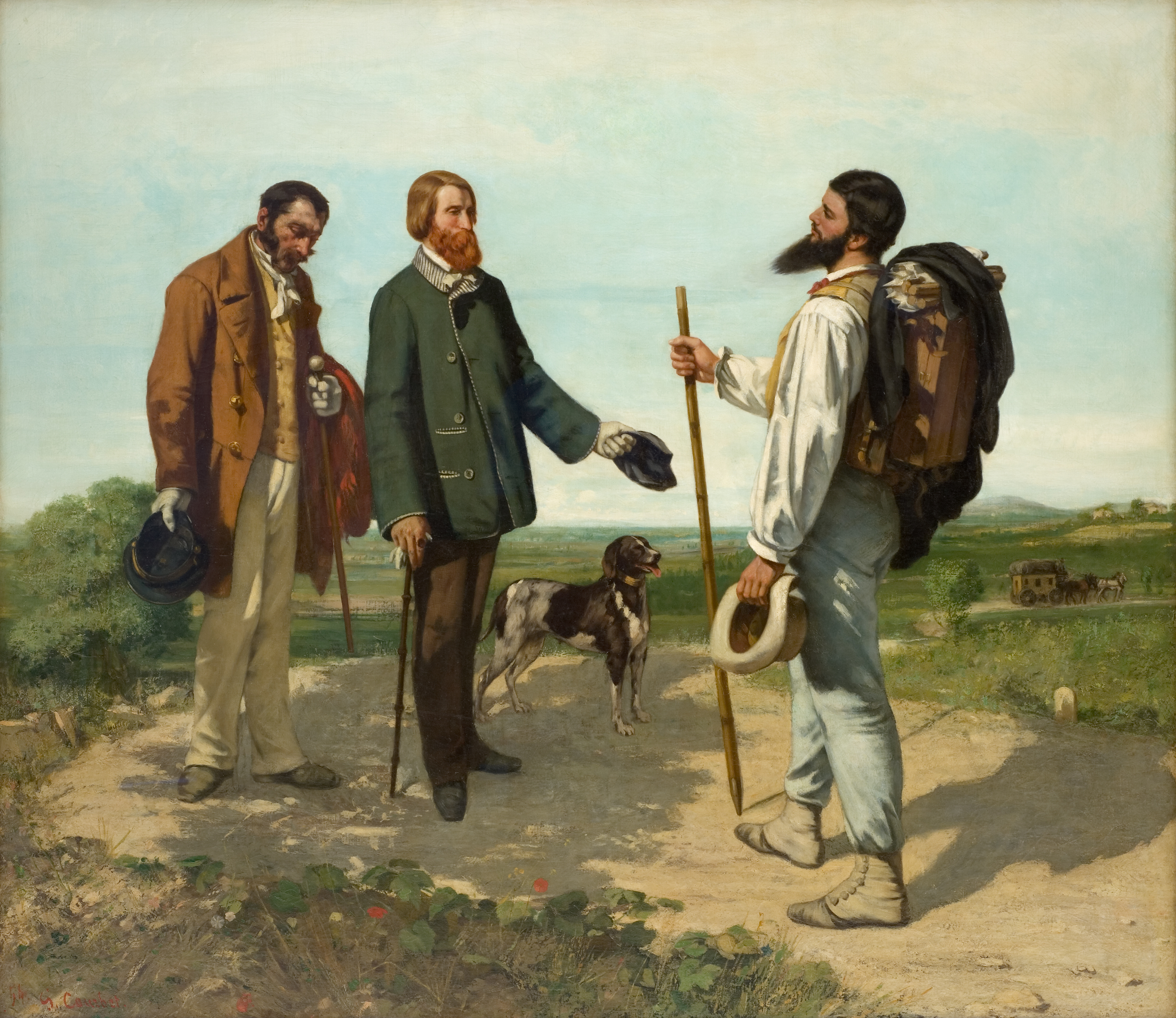
Gustave Courbets tavla Mötet eller Bonjour Monsieur Courbet färdigställdes 1854.

- Gustave Courbet - La rencontre, ou "Bonjour Monsieur Courbet" (Musée Fabre, Montpellier)
- William Powell Frith - Ramsgate Sands

## Födda
- 12 januari - Hugo Birger (död 1887), svensk konstnär.
- 10 februari - Giovanni Muzzioli (död 1894), italiensk målare.
- 12 mars - Christian Skredsvig (död 1924), norsk målare och författare.
- 19 april - Charles Angrand (död 1926), fransk målare.
- 21 maj - John F. Peto (död 1907), amerikansk målare.
- 13 juni - Jenny Nyström (död 1946), svensk konstnär och illustratör.
- 16 juni - Ellen Jolin (död 1939), svensk författare, målare och grafiker.
- 27 juli - Albert Edelfelt (död 1905), finlandssvensk målare och illustratör.
- 6 augusti - W. G. Collingwood (död 1932), engelsk målare.
- 12 augusti - Sir Alfred Gilbert (död 1934), engelsk skulptör.
- 15 augusti - Lauritz Andersen Ring (död 1933), dansk målare.
- 24 oktober - Gunnar Fredrik Berndtson (död 1895), finsk målare.

## Avlidna
- 17 februari - John Martin (född 1789), engelsk målare och gravör.
- 7 oktober - Axel Magnus Fahlcrantz (född 1780), svensk ornamentsbildhuggare och skriftställare.
- 20 september – Frederick Catherwood (född 1799), brittisk konstnär och arkitekt.
- 22 december – Bengt Erland Fogelberg (född 1786), svensk skulptör.
- okänt datum - Johan Gustaf Sandberg (född 1782), svensk målare.
- okänt datum - Carl Begas (född 1794), tysk målare.
- okänt datum - Ditlev Blunck (född 1798), dansk målare.
- okänt datum - William Brockedon (född 1787), engelsk målare.
- okänt datum - Christina Robertson (född 1796), skotsk målare.